# Wikipedia in francese
La Wikipedia in francese (Wikipédia en français) è l'edizione in lingua francese dell'enciclopedia online Wikipedia, chiamata dai francofoni Wikipédia.
Nata nel marzo del 2001, conta oltre 1.000.000 voci il che la rende (al 26 agosto 2019) la quinta edizione di Wikipedia in assoluto per numero di voci (dietro la Wikipedia in tedesco e davanti a quella in russo) e la prima fra quelle redatte in una lingua romanza.
Molte delle voci presenti su fr.wiki sono state create dal bot DasBot, contribuendo alla creazione delle voci su tutti i comuni francesi e di altre amministrazioni minori (come i cantoni della Svizzera).

## Statistiche
La Wikipedia in francese ha 2 672 350 voci, 13 418 495 pagine, 5 138 948 utenti registrati di cui 19 094 attivi, 142 amministratori e una "profondità" (depth) di 269 (al 21 marzo 2025).
È la quarta Wikipedia per numero di voci e, come "profondità", è la ottava fra quelle con più di 100.000 voci (al 14 ottobre 2024).

## Cronistoria

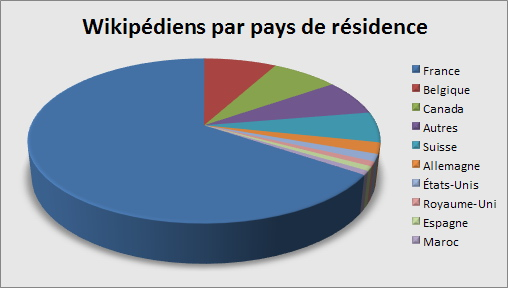
Distribuzione territoriale dei contributori di Wikipedia in lingua francese

Paesi in cui la Wikipedia francese è la più popolare.

- 19 maggio 2001: Registrati i primi dati
- 6 giugno 2001: Messa in Rete la prima versione della pagina principale
- 15 agosto 2002: Viene bloccato il primo IP
- 15 maggio 2003: Viene raggiunta la soglia delle 10 000 voci
- 11 novembre 2003: Papotages è il primo utente bandito per sempre dalla Wikipedia in lingua francese
- 22 novembre 2003: Viene raggiunta la soglia delle 20 000 voci
- 29 agosto 2004: Viene raggiunta la soglia delle 50 000 voci
- 21 aprile 2005: Viene raggiunta la soglia delle 100 000 voci
- 4 dicembre 2005: Viene raggiunta la soglia delle 200 000 voci
- 28 maggio 2007: Viene raggiunta la soglia delle 500 000 voci
- 24 settembre 2010: Viene raggiunta la soglia di 1 000 000 voci
- 30 marzo 2013 Viene superata dalla Wikipedia in olandese e diventa la 4ª Wikipedia per numero di voci
- 12 agosto 2013: Viene superata dalla Wikipedia in svedese e diventa la 5ª Wikipedia per numero di voci
- 28 aprile 2014: Viene raggiunta la soglia di 1 500 000 voci
- 1º gennaio 2016: Viene superata dalla Wikipedia in cebuano e diventa la 6ª Wikipedia per numero di voci
- 23 settembre 2017: Supera la Wikipedia in olandese e diventa la 5ª Wikipedia per numero di voci
- 8 luglio 2018: Viene raggiunta la soglia di 2 000 000 voci
- 18 dicembre 2023: Supera la Wikipedia in svedese e diventa la 4ª Wikipedia per numero di voci

## Regole e funzionamento
Così come altre edizioni di Wikipedia (come quella in lingua tedesca), Wikipedia in lingua francese obbliga tutti i contributori anonimi ad usare la funzione d'anteprima prima della conferma definitiva della modifica delle voci.

## Curiosità

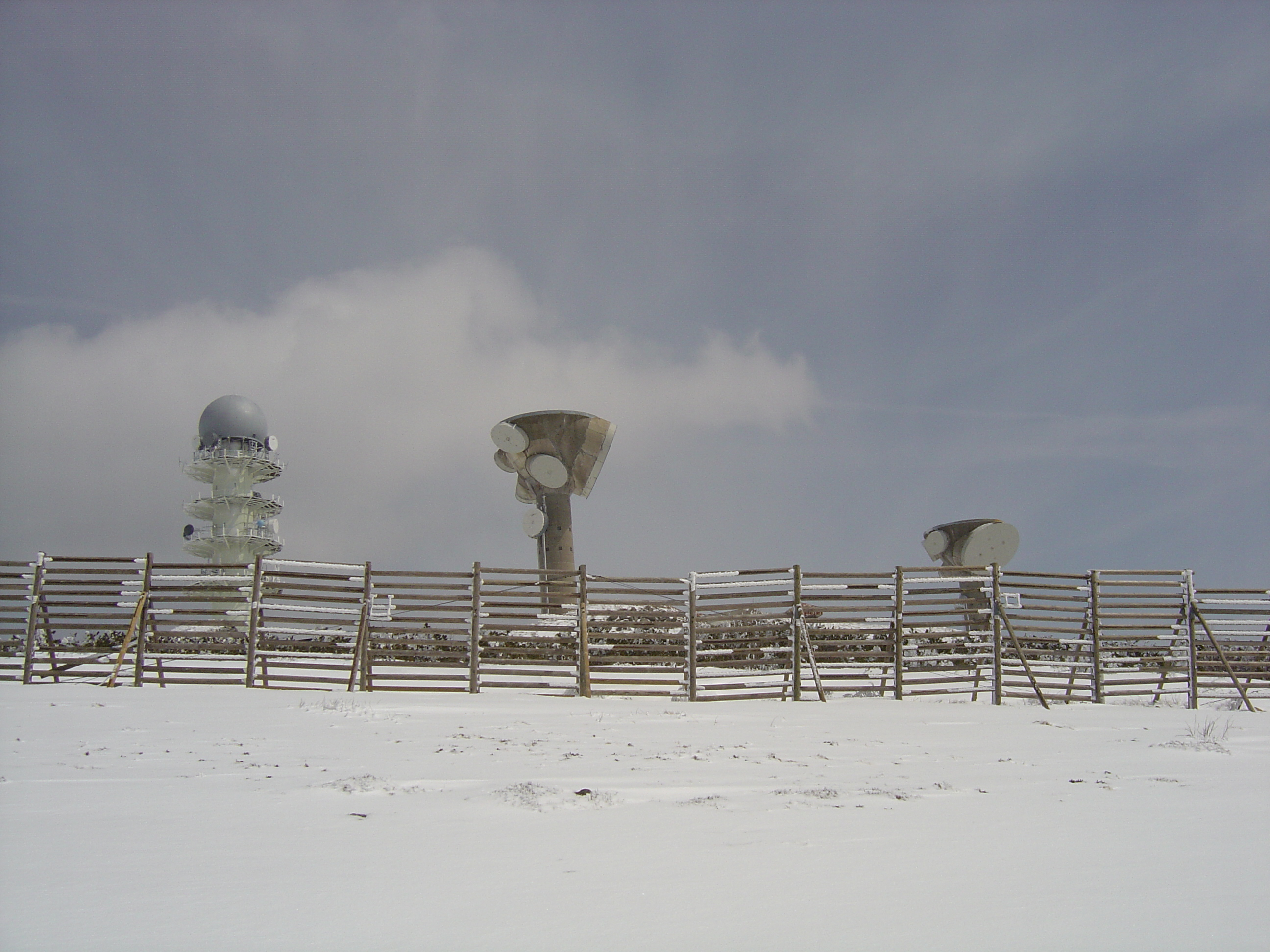
Torri di cemento con le attrezzature militari radio nella stazione militare di Pierre-sur-Haute

Una circostanza di cronaca che ha visto coinvolta una voce della versione francese di wiki ha evidenziato come certi comportamenti svolgano un effetto amplificativo sulla visibilità di pagine dell'enciclopedia, fenomeni riconducibili in senso lato ad un evento informativo e culturale di "un'unità auto-propagantesi"; per questo determinando quello che secondo alcuni viene conosciuto come effetto Streisand.
I fatti risalgono al 4 aprile 2013, quando la direzione del servizio di intelligence del Ministero dell'interno francese ha richiesto la cancellazione della voce sulla stazione militare di Pierre-sur-Haute dall'edizione in francese di Wikipedia, dapprima alla Wikimedia Foundation, incontrando un rifiuto e, successivamente, rivolgendosi al presidente di Wikimédia France Rémi Mathis, che della versione linguistica in francese di Wikipedia è anche amministratore, obbligato sotto minaccia di arresto a rimuovere detta voce, benché Mathis non avesse mai contribuito alla stessa e fosse completamente all'oscuro della sua esistenza. A seguito della pubblicazione di un comunicato stampa da parte di Wikimedia Foundation, la pagina, nel frattempo ripristinata da un altro utente, ha ricevuto 120 000 visite nel fine settimana successivo; la voce di Wikipedia, inoltre, fino ad allora praticamente sconosciuta, figura dopo la vicenda in più di venti versioni linguistiche di Wikipedia.